# Quantendilogarithmus
Der Quantendilogarithmus ist eine Funktion der mathematischen Physik.
Er ist neben dem q-Exponential eine von zwei möglichen „Quantisierungen“ des klassischen Dilogarithmus, die beide durch Differenzenrelationen charakterisiert sind und im semiklassischen Limit den Dilogarithmus geben. Er wurde 1899 von Barnes eingeführt und in der zweiten Hälfte des 20. Jahrhunderts unter anderem in Arbeiten von Shintani, Baxter, Faddeev und Kashaev verwendet.
Die klassische Dilogarithmus-Funktion kommt in der konformen Feldtheorie und in Arbeiten über exakt lösbare Modelle vor. Insbesondere können die effektiven zentralen Ladungen gewisser konformen Feldtheorien als endliche Summen von Dilogarithmen ausgedrückt werden. Quantendilogarithmen werden dagegen bei der Untersuchung integrabler Quantenfeldtheorien auf Gittern verwendet.

## Definition
Es sei {\displaystyle \hbar >0}. Der Quantendilogarithmus
{\displaystyle \Phi ^{\hbar }\colon \mathbb {C} \to \mathbb {C} }
ist definiert durch
{\displaystyle \Phi ^{\hbar }(z):=\exp \left(-{\frac {1}{4}}\int _{C}{\frac {e^{-ixz}}{\sinh(\pi x)\sinh(\pi \hbar x)}}{\frac {dx}{x}}\right)},
wobei {\displaystyle C\subset \mathbb {C} } eine entlang der reellen Achse von {\displaystyle -\infty } nach {\displaystyle \infty } verlaufende und den Nullpunkt von oben umlaufende Kurve ist, zum Beispiel {\displaystyle C=\left[-\infty ,-1\right]\cup \left\{e^{it}\colon \pi \geq t\geq 0\right\}\cup \left[1,\infty \right]}.
(Für jede Kurve mit diesen Eigenschaften ergibt Integration dieses Integranden über die Kurve denselben Wert.)

## Eigenschaften
{\displaystyle 2\pi i\hbar d\log \Phi ^{\hbar }(z)=\phi ^{\hbar }(z)dz} (Hier bezeichnet {\displaystyle \phi ^{\hbar }(z)} den Quantenlogarithmus.)
{\displaystyle \lim _{x\rightarrow -\infty }\Phi ^{\hbar }(x+iy)=1\ \ \forall \ y\in \mathbb {R} }
{\displaystyle \lim _{h\rightarrow 0}{\frac {\Phi ^{\hbar }(z)}{\exp {\frac {-Li_{2}(-e^{z})}{2\pi \hbar }}}}=1} (Hier bezeichnet {\displaystyle Li_{2}} den klassischen Dilogarithmus.)
{\displaystyle \Phi ^{\hbar }(z)\Phi ^{\hbar }(-z)=\exp \left({\frac {z^{2}}{4\pi i\hbar }}\right)e^{-{\frac {\pi i}{12}}(\hbar +\hbar ^{-1})}}
{\displaystyle {\overline {\Phi ^{\hbar }(z)}}=(\Phi ^{\hbar }({\overline {z}}))^{-1}}, insbesondere {\displaystyle \mid \Phi ^{\hbar }(z)\mid =1\ \ \forall \ z\in \mathbb {R} }
{\displaystyle \Phi ^{\hbar }(z)=\Phi ^{\frac {1}{\hbar }}\left({\frac {z}{\hbar }}\right)}
{\displaystyle \Phi ^{\hbar }(z+2\pi i\hbar )=\Phi ^{\hbar }(z)(1+e^{\pi ih+z})}
{\displaystyle \Phi ^{\hbar }(z+2\pi i)=\Phi ^{\hbar }(z)(1+e^{\frac {\pi i+z}{\hbar }})}
{\displaystyle \Phi ^{1}(z)=e^{({\frac {\pi ^{2}}{6}}-Li_{2}(1-e^{z}))/2\pi i}}
{\displaystyle \Phi ^{\hbar }(z)=\Phi ^{\hbar +1}(z+\pi i)\Phi ^{\frac {\hbar }{\hbar +1}}(z-\pi \hbar i)=\Phi ^{\hbar +1}(z-\pi i)\Phi ^{\frac {\hbar }{\hbar +1}}(z+\pi \hbar i)}
{\displaystyle \Pi _{l=-r}^{r}\Pi _{m=-s}^{s}\Phi ^{\hbar }\left(z+{\frac {2\pi i}{2r+1}}l+{\frac {2\pi i\hbar }{2s+1}}m\right)=\Phi ^{{\frac {2r+1}{2s+1}}\hbar }((2r+1)z)}
Die 1-Form {\displaystyle \Phi ^{\hbar }(z)dz} ist meromorph, sie hat einfache Polstellen in den Punkten {\displaystyle -(2n-1)\hbar \pi i-(2m-1)\pi i} mit {\displaystyle n,m\in \mathbb {N} } und Nullstellen in den Punkten {\displaystyle (2n-1)\hbar \pi i+(2m-1)\pi i} mit {\displaystyle n,m\in \mathbb {N} }.